# Karka
Il Karka (6.222 m s.l.m.) è una vetta nella catena dell'Hindu Raj nel nord del Pakistan.

La zona è stata oggetto di multiple esplorazioni di carattere geografico ed etnografico da parte di spedizioni italiane facenti capo ad alcune sezioni del Club Alpino Italiano, in particolare a quella di Montecchio Maggiore.

La prima ascensione del Karka è stata realizzata nell'agosto del 2007 da un gruppo di alpinisti vicentini nel corso della spedizione "La Gata - Karka 2007".
Nel corso della stessa spedizione il gruppo alpinisti ha salito altre 4 vette nel bacino del Ghiacciaio di Chiantar, mentre il gruppo trekking ha tracciato il percorso di quello che le guide locali già indicano col nome di "Trekking degli Italiani".